# 司徒子朗
司徒子朗（英語：Jason Szeto Tze-long，1994年7月28日—），香港本土派政治人物。於報紙、雜誌等專欄會以「浪子吐司」作為筆名。能通中文、英文、日文及部份法文。
2008年7月加入社會民主連線為正式會員，其後由於黨派路線之爭而跟隨黃毓民、陳偉業等人共同退出社民連，成為由黃毓民創立的「人民力量」政治組織的支持者。
2012年加入由黃洋達成立的「熱血公民」政治組織，曾經於普羅政治學苑立法會議員黃毓民辦事處任政策研究助理。於九龍循道中學畢業，目前就讀香港中文大學政治及行政學系，曾任第四十四屆香港中文大學學生會外務秘書，第五十七屆香港專上學生聯會常委。
2016年曾經於香港眾志羅冠聰議員辦事處任助理。隨著羅冠聰被「DQ」，司徒子朗與羅冠聰議員辦事處的眾多職員，一時間失去工作。

## 生平
司徒子朗在2008年7月間加入當時成立不久的社會民主連線，時年14歲，曾參與反高鐵、反政改示威，亦參與維園六四燭光晚會。追隨其黨的創黨主席黃毓民的社會民主主義路線，高舉「擔當旗幟鮮明的反對派，推動香港的民主運動」的政治理念，實踐黨維護基層市民權益及爭取社會公義的理想。曾經為當時MyRadio節目「毓民踩場」的多集嘉賓的。
2011年1月23日，司徒子朗跟隨黃毓民退出社民連，轉成為人民力量的支持者。翌年2月29日，同為黃毓民支持者的黃洋達成立了另一政治組織「熱血公民」。翌年，司徒子朗加入黃洋達成立的「熱血公民」。
入讀香港中文大學後，其於黃毓民立法會議員辦事處任政策研究助理。